# Rhabdastrella spinosa
Rhabdastrella spinosa är en svampdjursart som först beskrevs av Claude Lévi 1967.  Rhabdastrella spinosa ingår i släktet Rhabdastrella och familjen Ancorinidae. Inga underarter finns listade i Catalogue of Life.